# Izabela Zubko
 Izabela Zubko (sinh tháng 6 năm 1974) là nhà thơ Ba Lan.

## Cuộc đời và sự nghiệp
Izabela Zubko sinh ra ở Warszawa và lớn lên ở Dęblin, Ba Lan. Cô tốt nghiệp ngành Văn học-Nghệ thuật tại Khoa Ba Lan học tại Đại học Jagiellonian ở Cracow. Cô là thành viên của Liên đoàn Nhà văn Ba Lan (Związek Literatów Polskich), nhóm Văn học-Âm nhạc "Terra Poetica  ", và Hội Văn hóa tại Warszawa (Warszawskie Stowarzyszenie Twórców Kultury).
Nhiều bài thơ được dịch ra các thứ tiếng: Ukraina, Litva, Nga, Anh, Pháp, Telugu, Hungary. Nhiều tuyển tập, kể cả tuyển tập quốc tế đều có những bài thơ của Zubko, chẳng hạn: Poeci naszych czasów và Tuyển tập thơ Slav. Tên tuổi của nhà thơ còn xuất hiện trong cuốn Mini-słownik biograficzny polskich współczesnych poetów religijnych  (Từ điển nhỏ về tiểu sử của các tác giả tôn giáo thời Ba Lan hiện đại).
Bài thơ Romantyka (Lãng mạn) của Zubko được chuyển thể thành nhạc dưới dạng bản song ca "Tân cổ điển". Năm 2007, nhà soạn nhạc Aleksander Chodakowski và ca sĩ Natalia Miżygórska nhận giải Đại sứ Ba Lan tại Ukraine cho tác phẩm âm nhạc này. Họ đại diện cho Ukraina trình diễn bài hát này trong Liên hoan thơ quốc tế mang tên Maria Konopnicka ở Przedbórz. Những bài thơ của Izabela Zubko do Michał Pastuszak sắp xếp đang được hát bởi những người tham gia hội thảo thanh nhạc ở Trung tâm Văn hóa ở Dęblin và bởi ca sĩ Alina Małachowska.
Từ năm 2007 đến năm 2017, Izabela Zubko là thành viên của nhóm biên tập Myśl Literacka (Tam dịch: Tư tưởng văn học), phụ lục trên tạp chí hàng tuần Myśl Polska (Tam dịch: Tư tưởng Ba Lan).an). Năm 2017, cô bắt đầu làm việc trong tòa soạn  tạp chí Metafora Współczesnoś, trực thuộc nhóm văn học quốc tế Kwadrat. Hiện này cô đang tích cực hợp tác với tạp chí văn hóa - xã hội Własnym Głosem do Hội những người khởi xướng văn hóa công nhân (Robotnicze Stowarzyszenie Twórców Kultury) xuất bản.

## Các tác phẩm

### Thơ
- Gołębie [3] (1993) [Bồ câu]
- Stratus [4] (1995)
- Niebieski domek [5] (1996) [Ngôi nhà nhỏ màu xanh]
- Nocą budzi się sen [6] (2004) [Giấc mơ thức giấc vào ban đêm]
- Obraz w wierszu wiersz w obrazie [7] (2006)
- Łącząc brzegi przepaści [8] (2010)
- Świat wygasłych lamp[9] (2017)

### Sách tôn giáo
- W imię Ojca... [10] (2008) [Nhân danh Cha...]
- W imię Syna… [11] (2015) [Nhân danh Con...]
- W imię Ducha… [12] (2018) [Nhân danh ThánhThần...]

### Văn xuôi
- Mały pisarczyk z Małoszyc [13] (2017)